# Erondegemse Pijl 2015
La 5e édition de l'Erondegemse Pijl a eu lieu le 1er août 2015. Elle fait partie de la Lotto Cycling Cup 2015 et du calendrier UCI en catégorie 1.2.

## Déroulement de la course
Thalita de Jong s'échappe dans le dernier tour avec Élise Delzenne. Elle distance cette dernière pour s'imposer seule.

## Classements

### Classement final
| \| Classement général \| Classement général \| Classement général \| Classement général \| Classement général \| \| Coureuse \| Coureuse \| Pays \| Équipe \| Temps \| \| ------------------ \| ---------------------- \| ------------------ \| -------------------------------- \| ------------------ \| \| 1re \| Thalita de Jong \| Pays-Bas \| Rabo Liv Women \| 3 h 00 min 43 s \| \| 2e \| Élise Delzenne \| France \| Velocio-SRAM \| + 5 s \| \| 3e \| Nina Kessler \| Pays-Bas \| Lensworld-Zannata \| + 25 s \| \| 4e \| Miriam Bjørnsrud \| Norvège \| Hitec Products \| + 27 s \| \| 5e \| Lotte van Hoek \| Pays-Bas \| Jan van Arckel \| + 27 s \| \| 6e \| Eva Buurman \| Pays-Bas \| Jan van Arckel \| + 27 s \| \| 7e \| Chanella Stougje \| Pays-Bas \| Parkhotel Valkenburg Continental \| + 27 s \| \| 8e \| Annelies Van Doorslaer \| Belgique \| Lensworld-Zannata \| + 27 s \| \| 9e \| Sara Penton \| Suède \| De Jonge Renner \| + 27 s \| \| 10e \| Désirée Ehrler \| Suisse \| Feminine Cycling Team \| + 27 s \| |                        |          |                                  |                 |
| |                        |          |                                  |                 |
| Source : Cycling Quotient |                        |          |                                  |                 |
| Classement général |                        |          |                                  |                 |
| Coureuse | Coureuse               | Pays     | Équipe                           | Temps           |
| 1re | Thalita de Jong        | Pays-Bas | Rabo Liv Women                   | 3 h 00 min 43 s |
| 2e | Élise Delzenne         | France   | Velocio-SRAM                     | + 5 s           |
| 3e | Nina Kessler           | Pays-Bas | Lensworld-Zannata                | + 25 s          |
| 4e | Miriam Bjørnsrud       | Norvège  | Hitec Products                   | + 27 s          |
| 5e | Lotte van Hoek         | Pays-Bas | Jan van Arckel                   | + 27 s          |
| 6e | Eva Buurman            | Pays-Bas | Jan van Arckel                   | + 27 s          |
| 7e | Chanella Stougje       | Pays-Bas | Parkhotel Valkenburg Continental | + 27 s          |
| 8e | Annelies Van Doorslaer | Belgique | Lensworld-Zannata                | + 27 s          |
| 9e | Sara Penton            | Suède    | De Jonge Renner                  | + 27 s          |
| 10e | Désirée Ehrler         | Suisse   | Feminine Cycling Team            | + 27 s          |

### Barème des points UCI
| Position,          | 1er | 2e | 3e | 4e | 5e | 6e | 7e | 8e | 9e | 10e |
| Classement général | 40  | 30 | 16 | 12 | 10 | 8  | 6  | 3  | 2  | 1   |